# 1,2-Dicloro-4-nitrobenzeno
1,2-Dicloro-4-nitrobenzeno é um composto orgânico com a fórmula 1,2-Cl2C6H3-4-NO2. Este sólido amarelo pálido é relacionado ao 1,2-diclorobenzeno pela substituição de um átomo de hidrogênio com um grupo funcional nitro. Este composto é um intermediário na síntese de agroquímicos.